# Vieil orme de Biscarrosse
Le vieil orme de Biscarrosse, de nos jours disparu, était un orme champêtre remarquable situé sur la commune de Biscarosse, dans le département français des Landes.

## Présentation
Doyen des ormes en France, il avait plus de 600 ans. Touché par la graphiose de l'orme, il meurt en 2010 avant d'être abattu en mai 2012. Des morceaux sont alors récupérés pour intégrer un projet artistique afin de perpétuer sa mémoire. Il était surnommé « l'orme de l'innocence » en raison de légende d'Adeline Marsan qui lui était attachée.

### Légende
Pendant l'occupation anglaise de l'Aquitaine, sous le règne du prince noir, une jeune bergère nommée Adeline Marsan est injustement accusée d'avoir trompé son fiancé, un berger prénommé Pierre, avec un officier anglais. Le conseil des anciens la condamne à être exposée entièrement dévêtue à la vue de tous sous l'arbre de la justice. À l'issue du châtiment, elle périt de honte et de chagrin. Le lendemain apparaît sur le tronc de l'orme, à l'endroit même où l'infortunée avait la tête, une couronne de fleurs blanches semblable à celle des jeunes mariées. Depuis, chaque année au printemps, une couronne blanche refleurissait au même endroit, stigmate de la pureté bafouée.

## Galerie

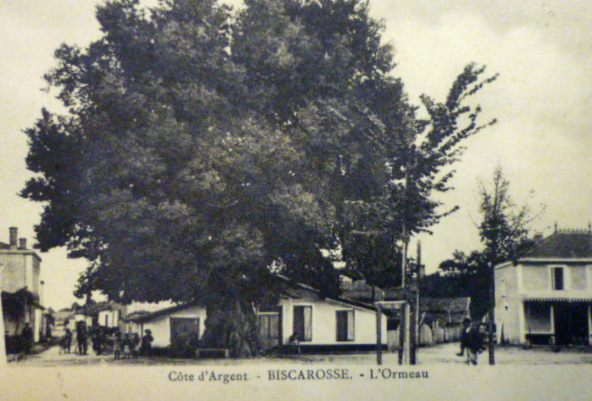
Photo ancienne de l'orme (début du XXe siècle
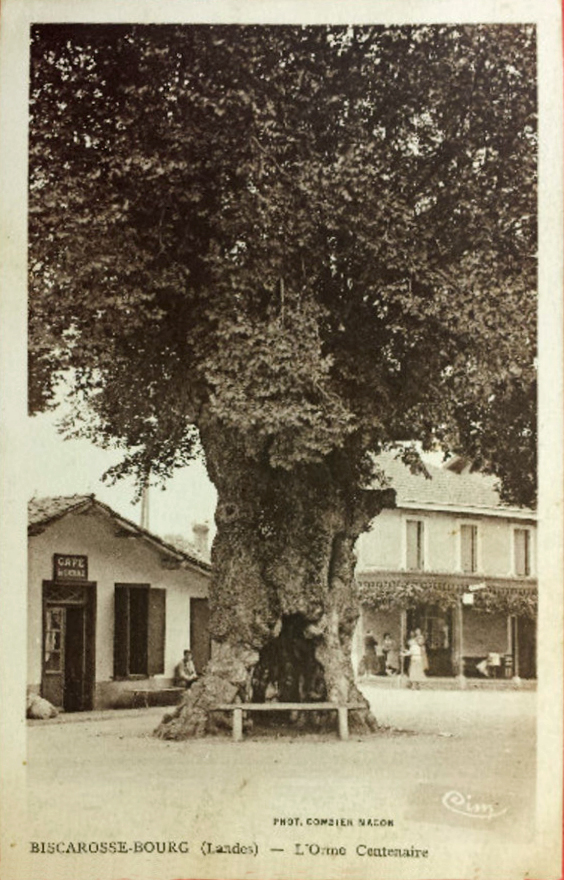
Photo ancienne de l'orme
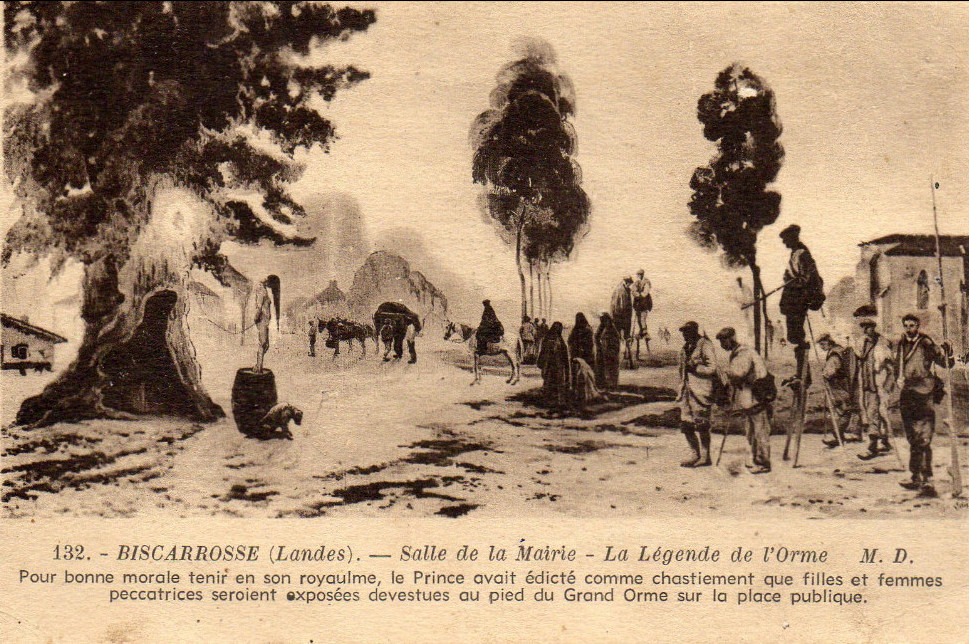
Illustration de la légende de la bergère exposée nue